# František Soukal
František Soukal (20. července 1866, Dětenice – 12. července 1938, Sobotka) byl český katolický kněz, děkan v Sobotce, básník a spisovatel, biskupský notář a čestný konsistorní rada na litoměřickém biskupství.

## Život
Rodák z Dětenic absolvoval gymnázium v Mladé Boleslavi. Poté se přihlásil do kněžského semináře v Litoměřicích. Na kněze byl vysvěcen v roce 1892. Poté nastoupil jako kaplan do Mšena. Dále působil jako kaplan v Dolním Bousově a v Markvarticích. V roce 1903 byl přeložen do Sobotky. Nejprve na kaplanské místo, ve kterém setrval 15 let. V letech 1919 až 1920 byl opět v Markvarticích, ovšem již ne jako kaplan, ale jako farář. Poté byl ustaven v Sobotce děkanem. Službu zde pak jako děkan vykonával až do své smrti.
O jeho básnické tvorbě se s uznáním vyslovil i Fráňa Šrámek. Soukal byl přítelem profesora Josefa Pekaře a řady dalších osobností, s nimiž propracovával v Rakousko-uherském mocnářství českou otázku. Spisovatelská činnost Soukala se projevovala v článcích v regionálním tisku Jičínska. Kromě turistického průvodce lze asi za jeho nejvýznamnější básnické dílo považovat Sobotecké písničky. Psal verše v lidovém tónu, některé byly pak zhudebněny Václavem Lemberkem.